# Palazzo Canevari
Palazzo Canevari è un palazzo di Roma situato in largo di Santa Susanna, nel rione Sallustiano.

## Storia
Palazzo Canevari costituisce un esemplare della grande edilizia pubblica che ebbe particolare sviluppo a Roma nel periodo in cui la città assunse il ruolo di capitale del Regno d'Italia, nel 1871.
L'edificio fu appositamente concepito per accogliere la sede dell'Ufficio geologico nazionale, dipendente dal Ministero dell'agricoltura, dell'industria e del commercio e incaricato di redigere la carta geologica d'Italia: la creazione dell'ente fu in gran parte dovuta a Quintino Sella, studioso di mineralogia e più volte ministro delle finanze. Il palazzo doveva inoltre ospitare il Museo agricolo-geologico (ribattezzato in seguito Museo geo-paleontologico e Museo geologico nazionale), ove sarebbero stati esposti i reperti raccolti nei lavori di redazione della carta. Il progetto fu affidato all'ingegnere Raffaele Canevari, che concepì un edificio in stile Liberty in largo di Santa Susanna, adiacente alla chiesa di Santa Maria della Vittoria e al futuro palazzo ministeriale di via XX Settembre. Costruito tra il 1873 e il 1881, palazzo Canevari fu inaugurato nel 1885 e da allora seguì le vicende dell'Ufficio geologico.
Nel 1999 l'edificio perse lo status di proprietà demaniale e i lavori di messa in sicurezza, avviati nel 1995, si arrestarono nel 2001. Nel 2003 l'immobile fu destinato alla cartolarizzazione e pertanto venduto nel 2005. Sottoposto sin dal 1991 a vincolo architettonico grazie alle proprie peculiarità progettuali, nel 2004 l'edificio fu ulteriormente tutelato grazie all'apposizione del vincolo archeologico, dal momento che durante gli scavi nei sotterranei era affiorato un tratto di 8 metri delle mura serviane. In seguito furono rinvenuti anche resti di un tempio e di una dimora risalenti al VI secolo a.C. Nel 2015  il palazzo pervenne in proprietà della Cassa depositi e prestiti, che si è fatta carico dei lavori di ristrutturazione per destinarlo a sede di propri uffici, impegnandosi comunque a permettere la musealizzazione dei ritrovamenti archeologici e la loro accessibilità al pubblico.

## Il Museo geologico nazionale

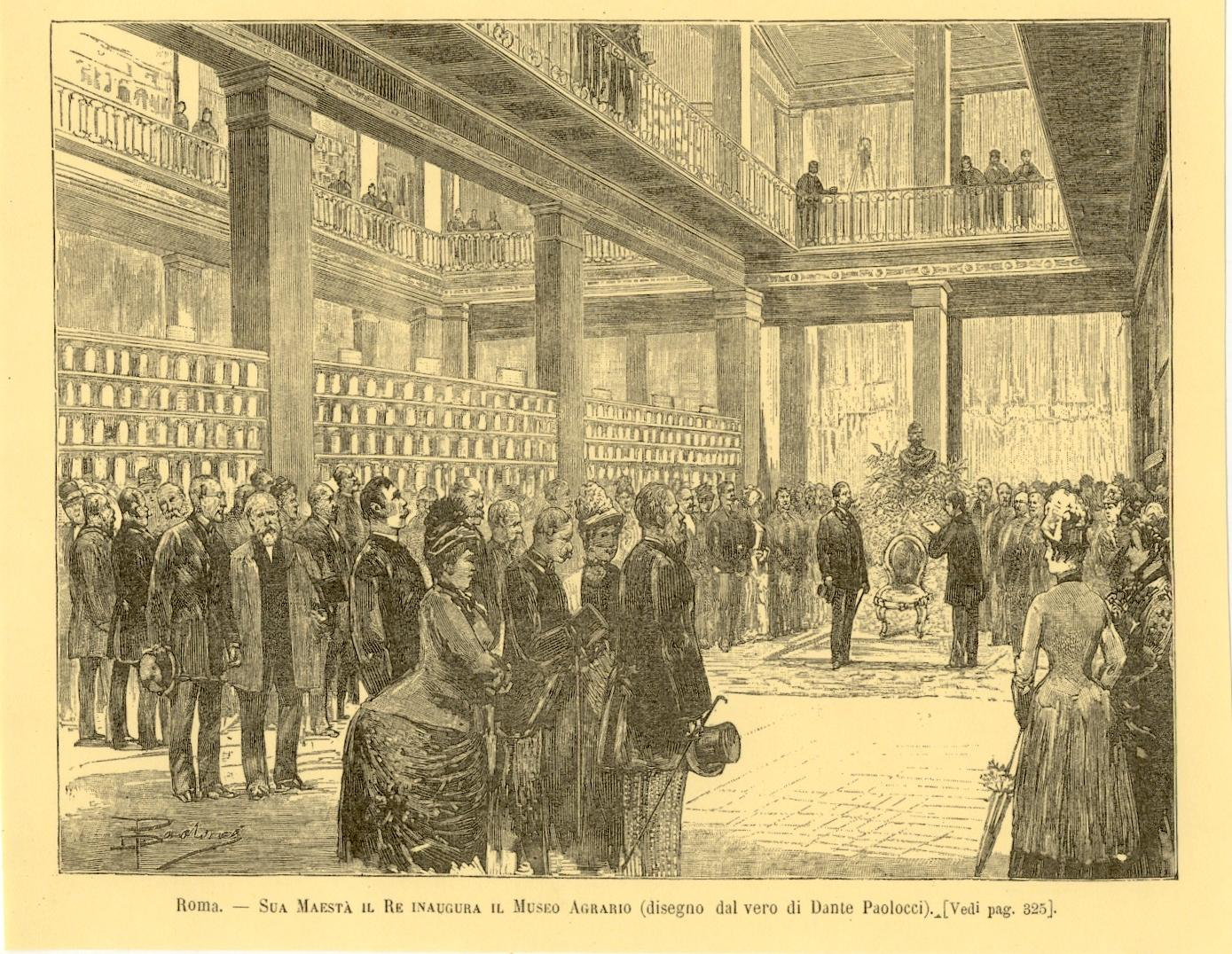
Sua Maestà il Re inaugura il Museo Agrario, disegno di Dante Paolocci ne L'Illustrazione Italiana n. 21, 24 maggio 1885.

Dal 1885 al 1995 palazzo Canevari ospitò il Museo geologico nazionale, inaugurato il 3 maggio 1885 alla presenza del re d'Italia Umberto I di Savoia, ministri, senatori e deputati. Nel museo erano esposti oltre  150 000 reperti (circa 100 000 reperti paleontologici e circa 52 500 lito-mineralogici), dei quali 40 000 erano quelli raccolti al fine di redigere la carta geologica d'Italia. Altri provenivano da donazioni di insigni studiosi, ma figuravano anche campioni in precedenza esposti presso istituzioni di Torino, Pisa, Firenze e Caltanissetta. Il museo ospitava anche 17 plastici cartografici ricostruttivi realizzati tra il 1875 e il 1915 per rappresentare alcuni territori di particolare importanza geologica, oltre alla strumentazione tecnica per la redazione della carta geologica d'Italia adoperata dagli anni 1870 agli anni 1970. A ciò si aggiungevano una biblioteca di 150 000 pubblicazioni, una cartoteca con 50 000 cartografie e una fototeca comprendente 63 000 aerofotogrammi del territorio nazionale.
In vista dell'avvio dei lavori di restauro, nel 1995 le collezioni furono trasferite in magazzini pertinenti agli enti eredi dell'Ufficio geologico. Nel 2001 il direttore dell'ANPA, Giovanni Damiani, tentò invano di acquisire il palazzo INAIL all'EUR per collocare il museo nel suo piano terra. Nel 2008 volontari dell'ISPRA curarono sul sito dell'istituto l'allestimento di un museo virtuale con una selezione dei reperti. Le collezioni rimasero quindi a lungo nei magazzini dell'ISPRA, in mancanza di una nuova sistemazione museale, mentre si susseguivano svariati appelli di associazioni, scienziati ed intellettuali per sollecitarne la riapertura, nella storica sede di palazzo Canevari o altrove.
Nel febbraio 2021 un accordo tra l'ISPRA e il Ministero per i beni e le attività culturali ha deciso la sistemazione delle collezioni presso il Museo delle Civiltà all'EUR. In questa sede, un primo allestimento delle collezioni ISPRA è stato presentato nel dicembre 2022 e la loro musealizzazione sarà completata entro la fine del 2024.

## Collegamenti
È raggiungibile dalla stazione Repubblica.